# Замкова церква (Кенігсберг)
Замкова церква — церква, яка знаходилася у внутрішній частині Кенігсберзького замку.

## Історія
Церква була побудована за часів князя маркграфа Георга Фрідріха, за проектом архітектора Бласіуса Берварта. Закладена в 1584 році, будівництво тривало до 1597 року. Головний фасад створений у стилі Ренесансу.
У 1701 році в Замковій церкві пройшла коронація першого прусського короля Фрідріха I, хоча столицею Прусського королівства став Берлін. Тут також була проведена і церемонія коронації кайзера Вільгельма І в 1861 році.
Церква зазнала значних пошкоджень під час штурму Кенігсберга в 1945 році, її руїни були розібрані в 1968 році.

## Дзвіниця
Дзвіницю почали зводити в 1260 році як бергфрід — нежитлову оборонну вежу-цитадель; з 1387 року вежа служила дзвіницею. Станом на 1686 рік вона мала висоту 82 м. Карильйон грав мелодію Вульпіуса «Христос є моє життя» (нім. Ach bleib mit deiner Gnade) і мелодію Генріха Ізаака (нім. Nun ruhen alle Wälder).
Дзвіниця згоріла внаслідок англійського бомбардування 30 серпня 1944 року, потім була значно пошкоджена артилерійським вогнем при штурмі міста в квітні 1945 року й остаточно підірвана в 1955 році.

## Галерея

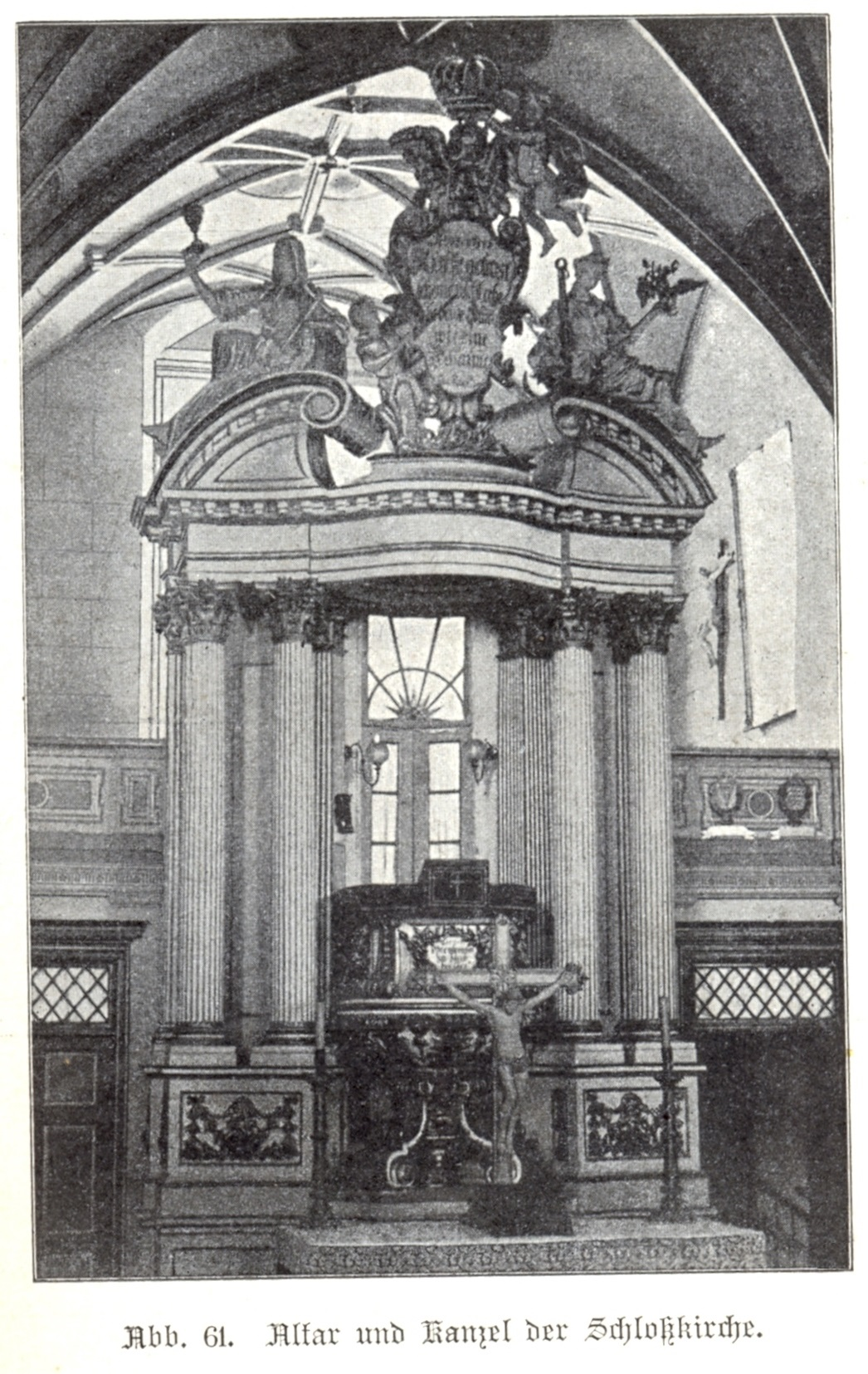
Інтер'єр Замкової церкви
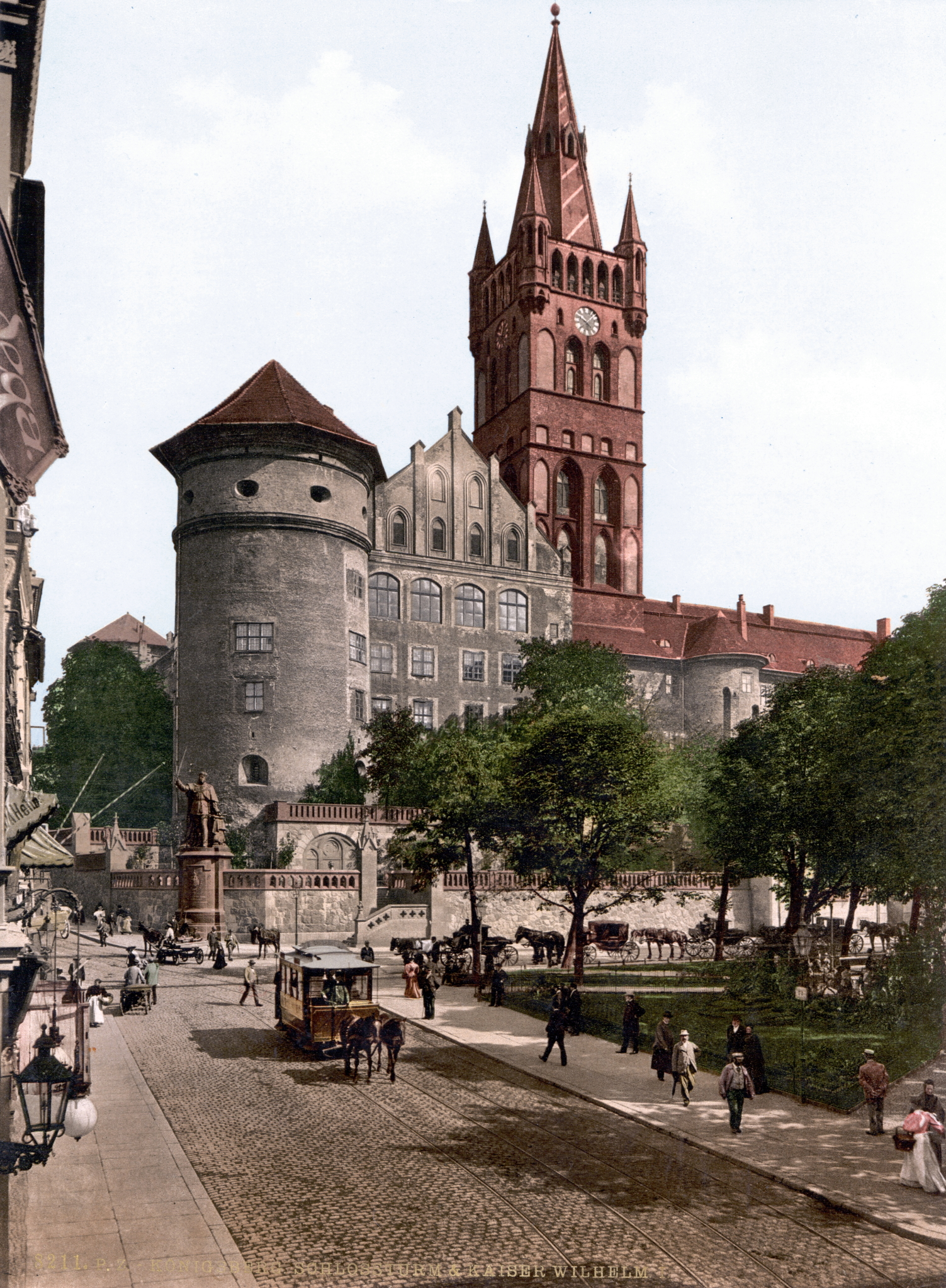
Замкова церква, між 1890 і 1900 роками.
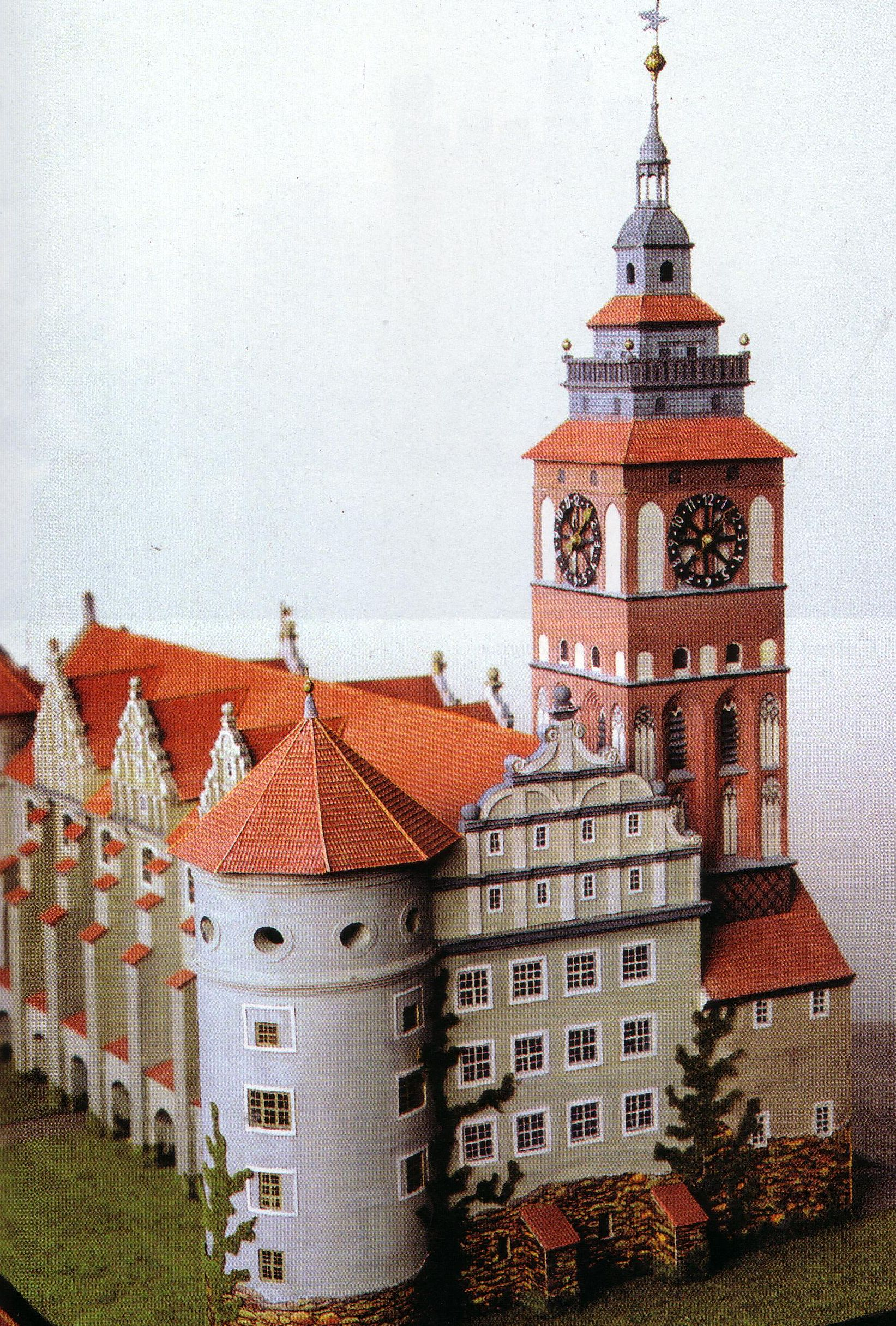
Замкова церква з двома круглими вежами в стилі Ренесансу, 1597, Кенігсберг
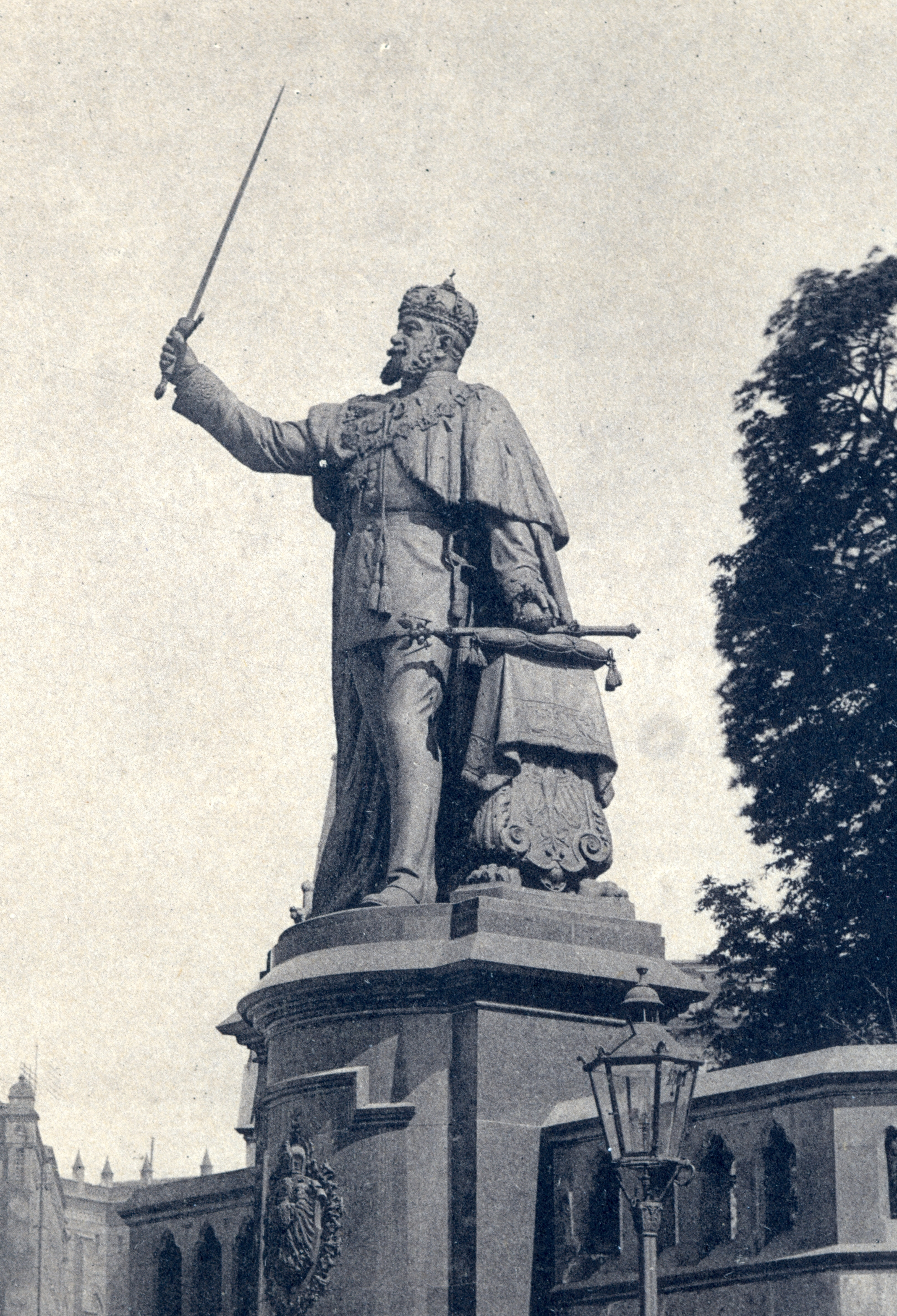
Пам'ятник Вільгельму І перед Замковою церквою, 1871 рік
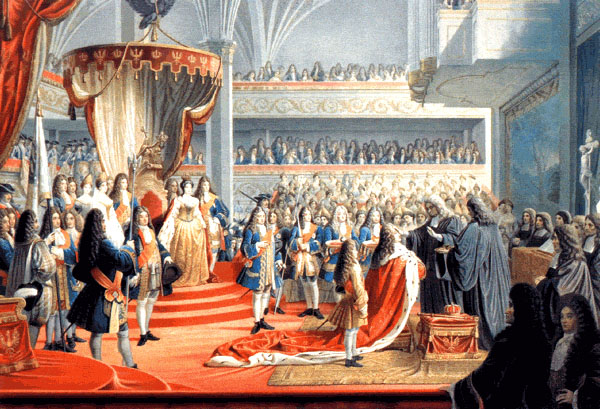
Коронація Фрідріха І в кірсі Кенігсберзького замку
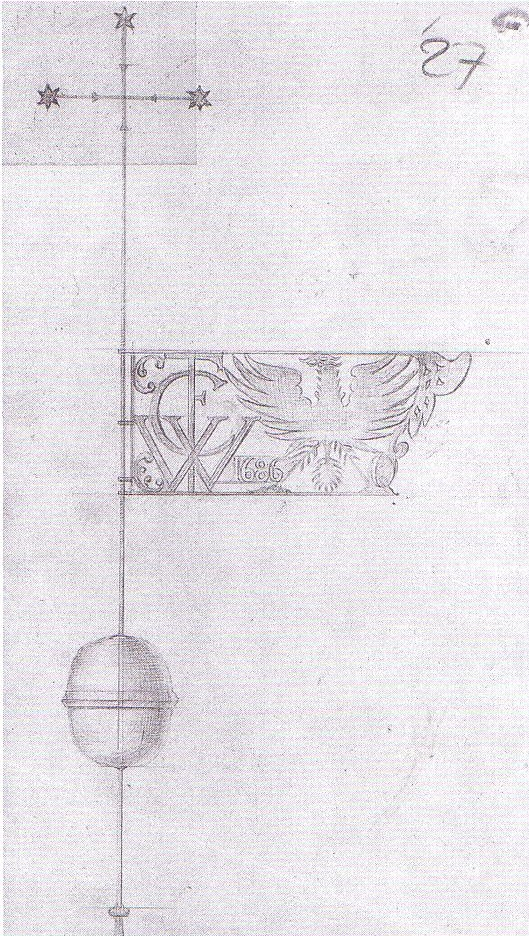
Флюгер дзвіниці
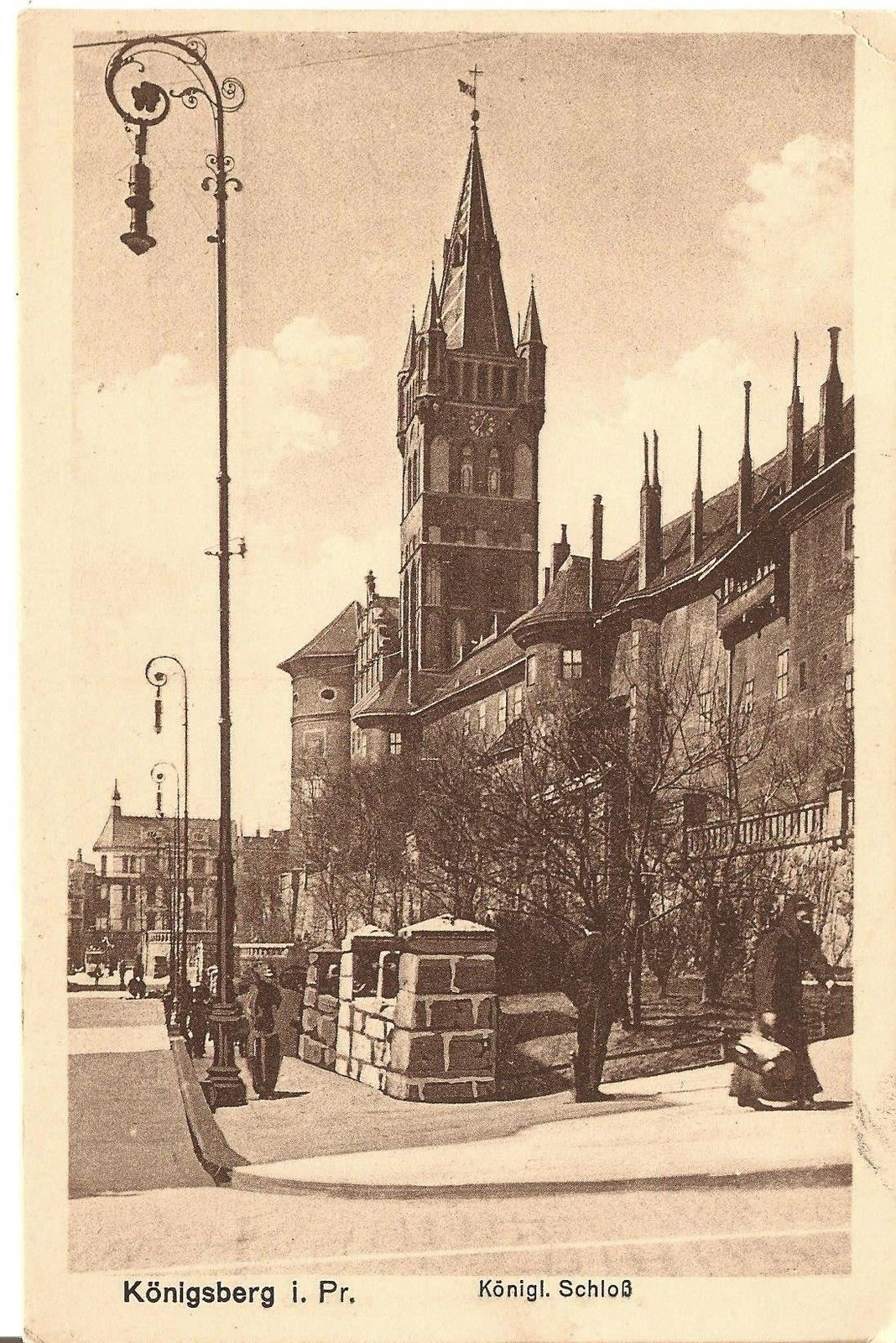
Дзвіниця
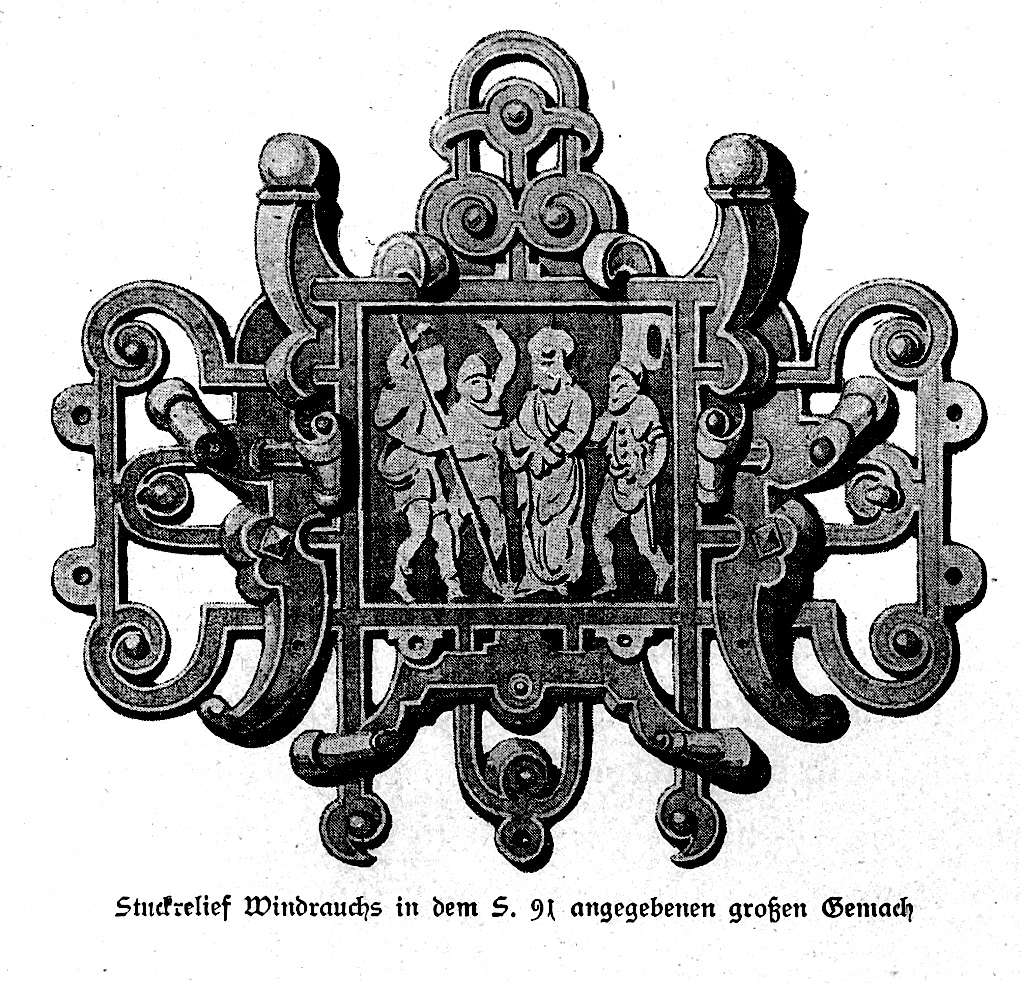
Замкова церква, 1597, Кенігсберг, стукко - фігура Христа - в стилі Ренесансу